# Macrocneme immanis
Macrocneme immanis är en fjärilsart som beskrevs av George Francis Hampson 1898. Macrocneme immanis ingår i släktet Macrocneme och familjen björnspinnare. Inga underarter finns listade i Catalogue of Life.